# 基拉阿布杜拉县

所在位置

基拉阿布杜拉县(普什图语: قلعہ عبد الله)，巴基斯坦俾路支省北部的一个县。总面积3,293km²。总人口约400,000（2005年估计值），其中大部分为普什图族。1993年，析置自皮辛县。

## 行政区划
基拉阿布杜拉县分为4个乡。